# Morgan Rogers
Morgan Elliot Rogers (Halesowen, 26 de julho de 2002) é um futebolista inglês que atua como atacante. Atualmente joga no Aston Villa.

## Carreira

### West Bromwich Albion
Em 2010, Rogers entrou no sub-9 do West Bromwich. Ele fez sua estreia profissional pelo West Brom em 6 de fevereiro de 2019, substituindo Wes Hoolahan aos 82 minutos contra o Brighton na FA Cup.

### Manchester City
Rogers assinou com o Manchester City em 1 de agosto de 2019, após jogar contra eles pelo West Brom nas semi-finais da FA Youth Cup.

### Lincoln City
No dia 4 de janeiro de 2021, Rogers assinou com o Lincoln City em um empréstimo até o fim da temporada. Ele fez sua estreia contra o Peterborough United poucos dias depois, vindo do banco. Ele marcou seu primeiro gol profissional contra o Portsmouth em uma vitória de 1–0 em 26 de janeiro. Ele marcou 3 goals em 7 jogos durante o mês de março, vencendo o prêmio de melhor jogador jovem da EFL do mês.

### Bournemouth
Em 23 de agosto de 2021, Rogers assinou um empréstimo pelo AFC Bournemouth até o fim da temporada. Ele marcou seu único goal pelo Bournemouth em 15 de janeiro de 2022, em uma derrota por 3–2 contra o Luton Town na EFL Championship.

### Blackpool
Em 4 de janeiro 2023, Rogers assinou com Blackpool em um empréstimo pelo resto da temporada. Rogers marcou seu único gol pelo clube em uma vitória por 1–0 contra o Norwich City em 8 de maio de 2023.

### Middlesbrough
No dia 7 de julho de 2023, Rogers assinou pelo Middlesbrough por uma verba não-revelada. Rogers marcou seu primeiro gol pelo Middlesbrough no dia 29 de agosto em uma vitória de 3–1 na Copa da Liga Inglesa contra o Bolton Wanderers.
Ele marcou 5 gols pelo Middlesbrough durante a caminhada às semifinais da Copa da Liga Inglesa, tornando-se o artilheiro da competição na temporada.

### Aston Villa
No dia 1 de fevereiro de 2024, Rogers assinou pelo Aston Villa por cerca de £8 milhões, podendo chegar a £15 milhões em bônus. Manchester City teve direito a 25% da verba devido a cláusula de venda na transferência original para o Middlesbrough. Em 3 de fevereiro, Rogers estreou na Premier League como substituto em uma vitória por 5–0 contra o Sheffield United.
Em 6 de abril de 2024, Rogers fez seu primeiro gol pelo Aston Villa em um empate por 3–3 contra o Brentford.

## Seleção Nacional
Rogers representou a Inglaterra nas categorias Sub-15, Sub-16, Sub-17 e Sub-18.
Em 22 de março de 2024, Rogers fez sua estreia pela seleção Sub-21 da Inglaterra durante uma vitória por 5–1 sobre o Azerbaijão em Baku, durante as eliminatórias da UEFA Sub-21 de 2025.
No dia 11 de novembro de 2024, Rogers estreou pela Seleção Inglesa pela primeira vez como jogador sênior.

## Prêmios
Manchester City Sub-18
FA Youth Cup: 2019–20
Individual
Jogador jovem do mês da EFL League One: Março de 2021
Artilheiro da EFL Cup: 2023–24